# Douglas William Freshfield
Douglas William Freshfield, né le 27 avril 1845 à Londres et mort le 9 février 1934 à Forest Row (Sussex de l'Est), est un alpiniste, explorateur, géographe, écrivain et historien anglais, l'un des plus célèbres représentants de l'alpinisme britannique, président de la Royal Geographical Society de 1914 à 1917.

## Biographie
Dans sa jeunesse, après une première prise de contact avec les montagnes écossaises, il parcourt les Alpes à l'occasion des vacances familiales (1854-1864), en compagnie de sa mère, passionnée d'excursions en montagne et auteure des deux recueils Alpine by Ways (1861) et A Summer Tour in the Grisons and the Italian Valleys of the Bernina (1862). Par la suite, grâce à sa fortune, il entreprend de visiter les principaux massifs du globe. La carrière alpine de Freshfield s'étend sur près de soixante ans, essentiellement dirigée au début vers les massifs du Mont-Blanc et de l'Oberland bernois. Après de simples villégiatures dans les centres alpins réputés, des passages de cols classiques et des ascensions de grands sommets tels que le mont Blanc ou le mont Rose, Freshfield se tourne vers les régions inexplorées des Alpes dans lesquelles il déploie une exceptionnelle activité. Mais la contribution essentielle de Freshfield à l'exploration se situe dans des massifs lointains. Dès 1868, il se rend en Égypte puis en Palestine, puis en route pour le Caucase il tente l'ascension du mont Ararat et réussit celles du Kazbek et de l'Elbrouz. En 1886, Freshfield explore l'Atlas puis retourne dans le Caucase les deux années suivantes et ce sera l'occasion de dresser la première carte détaillée de la chaîne centrale du Caucase. En 1899, il visite l'Himalaya et réalise un circuit autour du Kangchenjunga et en profite pour faire dresser une carte de la région. Freshfield organise encore des campagnes d'exploration en Grèce (1904), en Afrique (1905-1906) avec une première tentative au Rwenzori, au Canada (1911), en Sibérie et au Japon (1913), etc. Il met un point final à sa carrière alpine en 1920, alors âgé de 75 ans.

## Activité au sein de l'Alpine Club
Entré à l'Alpine Club dès 1864, il est membre du Committee (1869-1871), puis rédacteur en chef de l'Alpine Journal (1872-1880), vice-président du club (1878-1880) et enfin président (1893-1895).

## Ascensions

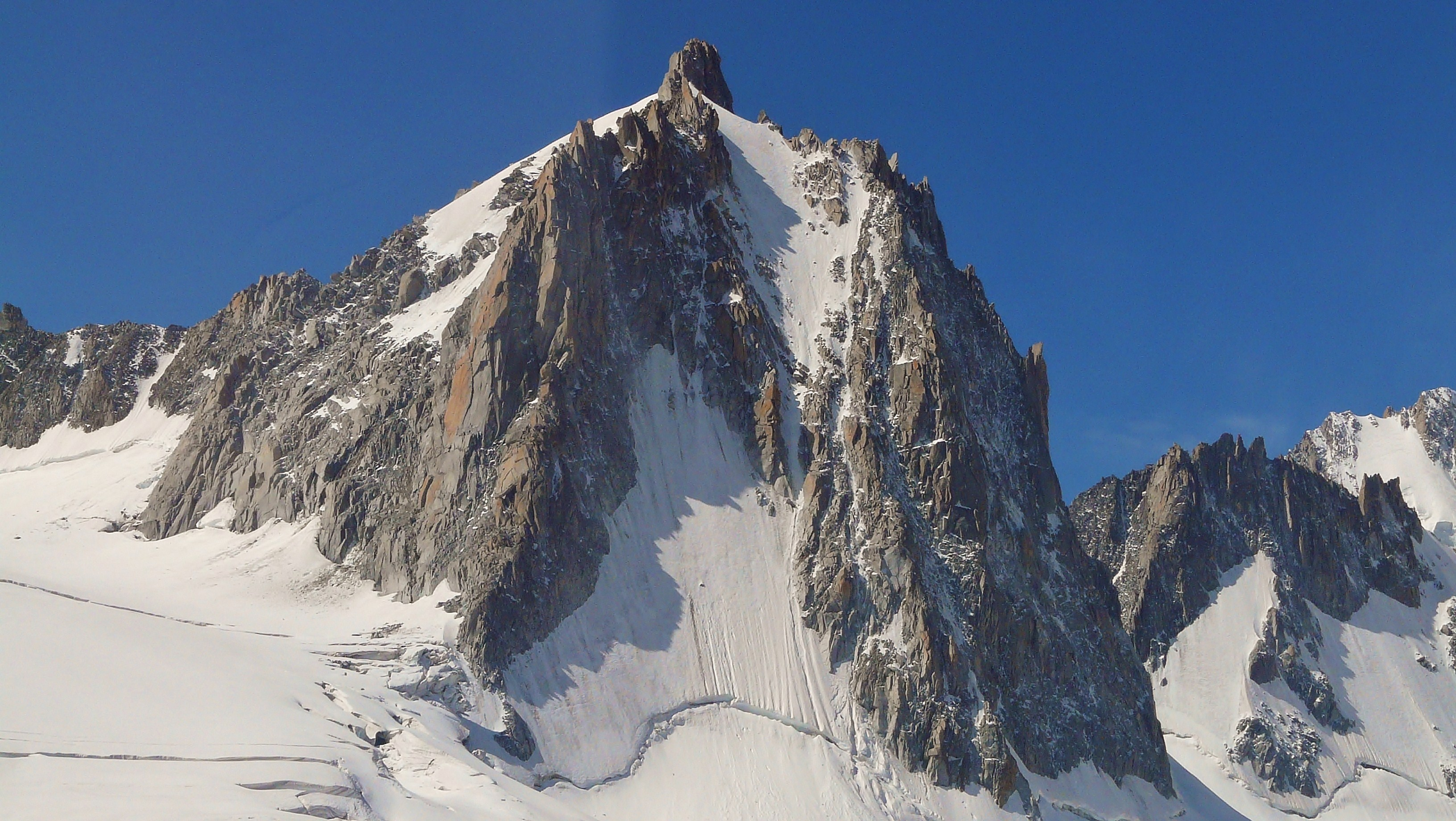
Versant nord de la Tour Ronde

- 1861 - Première ascension touristique du Monte Nero (chaîne de la Bernina)
- 1864 - Première ascension de la Cima Presanella
- 1865 - Première ascension du Pizzo Tresero (massif de l'Ortles)
- 1865 - Première ascension du Piz Cengalo (chaîne de la Bernina)
- 1867 - Première ascension de la Tour Ronde
- 1868 - Première ascension du mont Kazbek et sommet nord-ouest de l'Elbrouz
- 1871 - Première ascension de la Cima Brenta, alors considérée comme point culminant du massif de Brenta
- 1872 - Première ascension et sans guide de la Cima di Vezzana

## Écrits
- 170 articles dans l'Alpine Journal
- Thonon to Trent (1865)

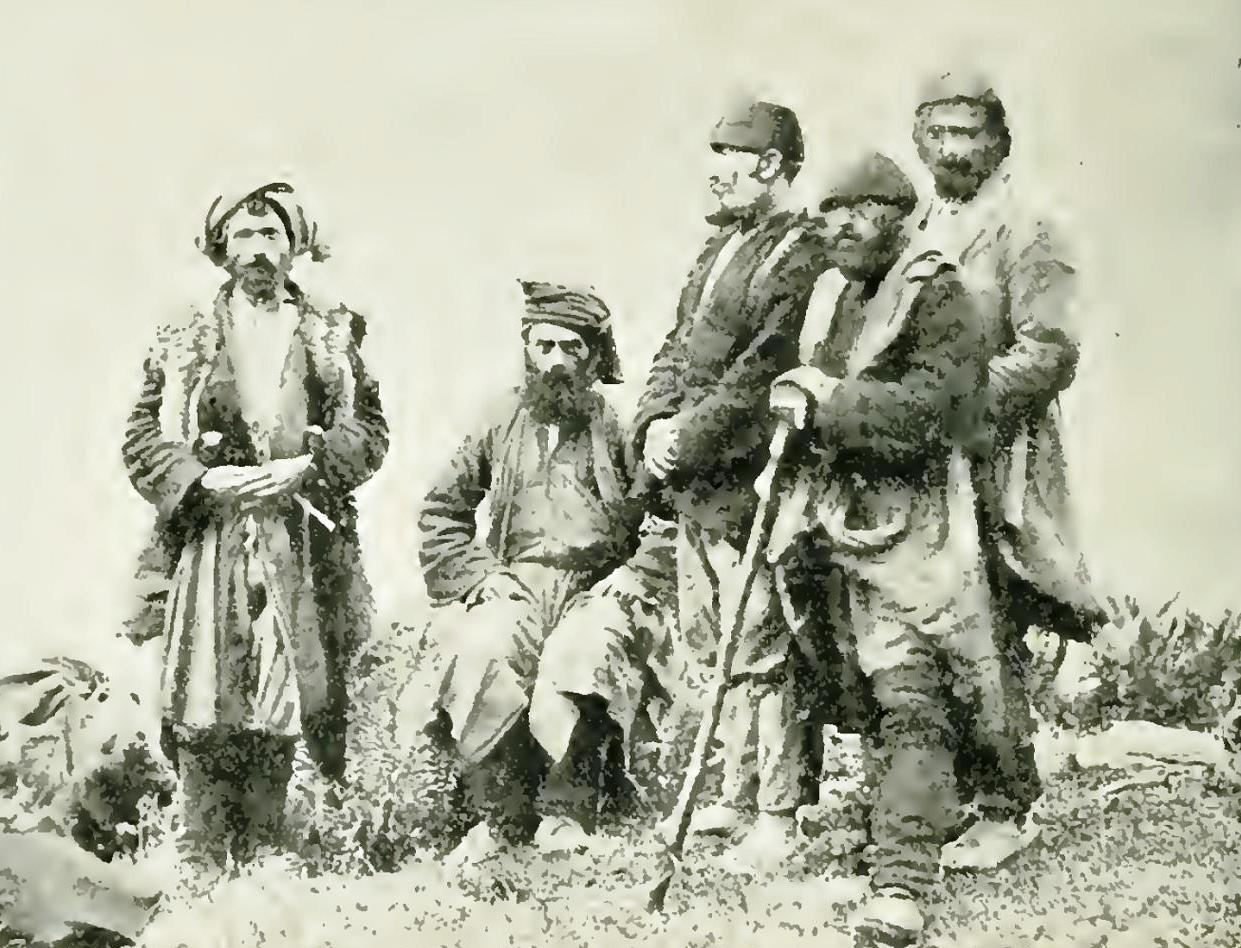
Illustration du livre The Exploration of the Caucasus

- Travels in the Central Caucasus and Bashan (1869)
- Italians Alps (1875)
- The Exploration of the Caucasus (1896)
- Round Kangchenjunga (1903)
- Hannibal Once More (1914)
- Unto the Hills (1914)
- The Life of Horace Benedict de Saussure (1920)